# پراویتسه (ناحیه زنویمو)
پراویتسه (به چکی: Pravice) یک منطقهٔ مسکونی در جمهوری چک است که در ناحیه زنویمو واقع شده‌است. پراویتسه ۹٫۹۲ کیلومتر مربع مساحت و ۳۱۲ نفر جمعیت دارد و ۱۸۷ متر بالاتر از سطح دریا واقع شده‌است.